# Smith-Magenis syndrom
Smith-Magenis syndrom (SMS) är en sällsynt diagnos som orsakas av en medfödd genetisk förändring. Uppskattningsvis 1 på 25 000 personer föds med denna genetiska förändring, som påverkar många funktioner i kroppen. De vanligaste symptomen inkluderar sömnstörningar, utvecklingsstörning med varierande begåvningsprofil, speciella utseendemässiga drag och karaktäristiska beteendeförändringar.
Smith-Magenis syndrom orsakas av en medfödd förändring av den ena kromosomen i kromosompar 17 (17p11.2), antingen genom en mikrodeletion (en saknad del) eller mutation (förändring). Gemensamt för alla med Smith-Magenis syndrom är att genen RA1 (retinoic acid-induced gene 1) har påverkats. Det är skadan på denna RA1-gen som orsakar de flesta symptomen. RA1-genen producerar RA1-protein, en ovanlig typ av protein som kallas transkriptionsfaktor och styr överföringen av genetisk information från DNA till RNA.

## Etymologi
Namnet Smith-Magenis syndrom kommer från de två forskare som först upptäckte syndromet: Ann C. M. Smith och R. Ellen Magenis.

## Vanliga symptom
- De flesta människor med Smith-Magenis syndrom har en utvecklingsstörning, som oftast är måttlig. Begåvningsprofilen är ojämn.
- Sömnsvårigheter, med korta sömncykler och svårigheter att somna om.
- Beteendeproblem är också väldigt vanliga. Problem med impulskontroll, aggressiva utbrott, hyperaktivitet, självskadebeteende, stereotypa beteenden och autistiska personlighetsdrag.
- Det finns också typiska utseendemässiga kännetecken för Smith-Magenis syndrom om ibland förväxlas med Downs syndrom.
- Låg muskeltonus. Sena i utvecklingen av motoriska färdigheter.
- Problem med korttidsminnet. Långtidsminnet däremot brukar fungera bättre.
- Kortare till växten än genomsnittet.
- Försenat tal och kommunikationsförmåga.

## Diagnos
Syndromet kan diagnosticeras med hjälp av Array-CHG, där man jämför DNA mellan barn och föräldrar. En annan metod är FISH, där man använder en sorts ”målsökande och självlysande prober” för att leta efter en viss DNA-sekvens. Båda metoderna ger en tillförlitlig diagnos och är enkla för patienten (bara ett blodprov).
I Sverige finns cirka 20 kända fall av denna diagnos enligt den svenska patientföreningen.

## Behandling
Det finns ännu ingen behandling eller förebyggande åtgärd som kan bota eller förhindra syndromet, utan insatserna inriktas helt på att behandla och lindra symptomen, förebygga och kompensera för funktionsnedsättningar samt ge bästa möjliga stimulans och livskvalitet. Eftersom det är stor variation i symptom mellan olika individer måste behandlingen anpassas efter varje persons speciella förutsättningar.